# Santa Casa de Misericórdia de Fernandópolis
A Santa Casa de Misericórdia de Fernandópolis é um hospital filantrópico localizado na cidade de Fernandópolis, no estado de São Paulo, Brasil. Fundada em 1º de fevereiro de 1948, a instituição surgiu com o objetivo de prestar serviços de saúde à população local e regional, seguindo os princípios das Santas Casas de Misericórdia, que datam de 1498. Ao longo dos anos, o hospital tornou-se uma referência regional, oferecendo atendimento de alta complexidade em diversas especialidades médicas e sendo reconhecido por sua gestão inovadora e eficiente, mesmo diante de desafios financeiros e operacionais. Atualmente, a Santa Casa é um dos principais hospitais da região noroeste paulista, servindo uma vasta rede de municípios e combinando atendimento público e privado.

## História
A primeira Ordem das Santas Casas de Misericórdia foi instituída em Portugal, no ano de 1498, com o objetivo principal de praticar obras de caridade.
Assim, deu-se início ao surgimento das Santas Casas de Misericórdia, sendo a primeira a Santa Casa da Misericórdia de Lisboa (Portugal), fundada em 15 de agosto de 1498. Essas irmandades, ou confrarias, nasceram como organizações comunitárias, com pressupostos religiosos baseados nas 14 obras de Misericórdias de inspiração bíblica, organizadas por Tomás de Aquino centrando-se a sua intervenção inicial essencialmente na assistência aos pobres e aos presos.
As Misericórdias tornaram-se responsáveis pela administração hospitalar de Portugal, sobretudo a partir da década de 60 do século XVI. Expandindo-se rapidamente pelos centros urbanos, o modelo de assistência das Misericórdias lusitanas foi igualmente exportado para suas colônias.

## No Brasil
À partir da nomeação pela Coroa Portuguesa de um governador-geral, com a finalidade de organizar o território e tornar o povoamento do Brasil mais eficaz, começaram a surgir as cidades ao longo da costa, desenvolvendo-se importantes atividades comerciais. Tal como em outras colónias portuguesas, nas cidades mais importantes criava-se uma Câmara Municipal e uma Santa Casa de Misericórdia. Estas duas instituições reproduziam o modo social da metrópole, conformavam o comportamento das pessoas e organizavam a gestão do Império.
A primeira a ser fundada foi a Santa Casa de Misericórdia da Vila de Olinda, por volta de 1539, entretanto, não existe documentação oficial que comprove ter sido esta a data da sua fundação. Portanto, oficialmente a de Irmandade da Santa Casa de Misericórdia de Santos, com fundação em 1543, é considerada a primeira do Brasil.

## Em Fernandópolis
Seguindo os ideais das Misericórdias, no verão verão de 1948, mais precisamente no dia 1º de fevereiro, apenas nove anos após a fundação da cidade de Fernandópolis, um grupo formado por cerca de 110 homens ilustres se reuniram e decidiram pela fundação da Irmandade da Santa Casa de Misericórdia de Fernandópolis.
Com o envolvimento de todos, movimentos pelo sentimento de solidariedades, os Irmãos foram a campo, para angariar donativos para a construção do Hospital Santa Casa, recebendo o pontapé inicial em 1952 com a doação de um terreno no antigo Bairro da Estação, pelo Sr. Afonso Cáfaro, sendo tal local considerado estratégico para as instalações hospitalares. No dia 22 de junho do mesmo ano, com a presença da Irmandade, da comunidade e do então Bispo da Diocese de São José do Rio Preto, Dom Lafaiete Libâneo, foi lançada a pedra fundamental da construção, cuja obra final foi inaugurada em 28 de fevereiro de 1956.
Desde sua fundação, a Santa Casa de Fernandópolis enfrentou diversos desafios, mas manteve seu compromisso com a assistência à saúde. Nos primeiros anos, o hospital era um pequeno centro médico, com capacidade limitada de atendimento. Com o crescimento da população de Fernandópolis e das cidades vizinhas, a demanda por serviços de saúde aumentou. Em resposta, a Santa Casa passou por sucessivas expansões, com a construção de novos blocos e a aquisição de equipamentos modernos. Nos anos 1970, o hospital já era uma referência regional, oferecendo especialidades como cirurgia geral, pediatria e obstetrícia.

## Desenvolvimento e Modernização
Desde a sua criação, a Santa Casa de Fernandópolis passou por várias expansões e modernizações. Atualmente, o hospital conta com um moderno centro cirúrgico, uma unidade de terapia intensiva (UTI) e diversas especialidades médicas. A instituição também é reconhecida pela sua certificação “Covid Free”, atestando a conformidade com padrões rigorosos de segurança para pacientes e colaboradores durante a pandemia.

## Impacto Regional
A Santa Casa de Fernandópolis não atende apenas à cidade de Fernandópolis, mas serve como um hospital de referência para diversas cidades da região noroeste do estado de São Paulo, incluindo Jales, Votuporanga, e outras localidades próximas. Com um total de 156 leitos, incluindo 12 leitos de Unidade de Terapia Intensiva (UTI), a instituição trata anualmente milhares de pacientes, tanto pelo SUS quanto por convênios privados. Sua estrutura abrangente e equipe multidisciplinar fazem da Santa Casa um pilar essencial na rede de saúde pública e privada da região, garantindo atendimento de qualidade em áreas como cardiologia, ortopedia e cuidados intensivos.

## Atualidade
A Santa Casa de Fernandópolis é um hospital de referência regional, atendendo pacientes de diversas cidades vizinhas. Em parceria com o Sistema Único de Saúde (SUS) e diversos convênios, oferece atendimento de qualidade em várias especialidades médicas.
Recentemente, a Santa Casa foi equipada com novas tecnologias e equipamentos, melhorando ainda mais a capacidade de atendimento e a qualidade dos serviços prestados. Em janeiro de 2020, a Santa Casa recebeu certificação de qualidade pelos serviços prestados, sendo reconhecida como uma das melhores instituições de saúde da região.

## Atendimentos
A Santa Casa de Fernandópolis oferece uma ampla gama de serviços, incluindo:
- Pronto Socorro
- Maternidade
- Enfermaria
- Centro Cirúrgico
- Banco de Sangue
- UTI (Unidade de Terapia Intensiva)

Atualmente, a Santa Casa de Fernandópolis oferece ainda uma ampla gama de especialidades médicas, incluindo cardiologia, ortopedia, nefrologia, e ginecologia. O hospital conta com um centro cirúrgico moderno, equipado para realizar cirurgias de alta complexidade, como cirurgias cardíacas e ortopédicas. A instituição também dispõe de um serviço de hemodiálise que atende pacientes com doenças renais crônicas, além de uma maternidade totalmente equipada para partos de risco e atendimento intensivo.

## Parcerias Educacionais e Programas de Residência Médica
A Santa Casa de Fernandópolis tem forte compromisso com a formação de novos profissionais de saúde. A instituição mantém parcerias com diversas faculdades de medicina, incluindo a UNIFUNEC (Centro Universitário de Santa Fe do Sul) e outros cursos de saúde, como Enfermagem, Farmácia, Fisioterapia e Biomedicina pela Fundação Educacional de Fernandópolis (FEF). Além disso, oferece programas de Residência Médica em áreas como cirurgia geral, clínica médica, pediatria e mais 6 especialidades. Esses programas não só contribuem para a formação de médicos, mas também ampliam a capacidade de atendimento do hospital, integrando ensino e prática médica em benefício da comunidade.

## Intervenção Judicial
Na última década, a Santa Casa de Fernandópolis enfrentou grave crise financeira, suspeitas de desvios e aumento de dívida, ocasionando em 2019 na operação Assepsia, uma operação da Polícia Civil para levantar informações sobre possíveis esquemas de desvios de recursos na Santa Casa e no AME de Fernandópolis, com a então gestão da OSS de Andradina. Em seguida, já com nova gestão, a Polícia Civil deflagrou nova operação em 17 de fevereiro de 2020, prendendo mais de 15 pessoas da sociedade fernandopolense, incluindo Secretários municipais. A operação levou a uma intervenção criminal judicial logo em seguida, onde o então Provedor Marcus Chaer foi nomeado pelo Juíz Interventor como Administrador Judicial.

## Pandemia de COVID-19
A Santa Casa Fernandópolis foi referência nacional no combate a COVID-19, sendo inclusive certificada com o selo COVID FREE Ouro, selo que atesta as boas práticas no combate a COVID-19, durante a pandemia. O hospital possuiu mais de 20 leitos de UTI credenciados pelo Ministério da Saúde e 36 de enfermaria. Chegou ainda, durante o pico da pandemia, a manter mais de 40 pacientes internados com critério de UTI para a doença.
O custo de combater a doença, assim como em todo território Nacional, ajudou a agravar ainda mais a situação financeira das Santas Casas, com custos exorbitantes para manter os leitos de COVID-19.

## Gestão 2020/2024 e Redução de Dívida
A Gestão da Santa Casa de Fernandópolis nas mãos do então Provedor e Administrador Judicial, Marcus Chaer, teve impacto positivo na gestão dos Hospitais Filantrópicos no Estado de São Paulo, graças a padronização de processos, criação de fluxos e gestão focada no bem-estar do paciente. Em 2022, a Santa Casa anunciou que havia reduzido sua dívida no ano de 2021 em impressionantes R$ 10,5 milhões, saindo de R$ 63 mi para R$ 52,5 mi aproximadamente, mesmo com a pandemia. Além disso, o Hospital anunciou que atingira superávit contábil pela primeira vez em mais de uma década.
A gestão de Chaer implementou ações efetivas de combate à corrupção, como implementação de Compliance, manual de compras, transparência e prestações de contas aprovadas pelos Tribunais de Contas da União e do Estado.

## Recuperação Judicial Inédita e Nova Redução de Dívidas
Em 2023, o então Provedor Marcus Chaer apresentou um Plano de Viabilidade Financeira para o Secretário de Saúde do Estado de São Paulo, Dr. Eleuses Paiva (PSD). O Plano incluiu medidas judiciais agressivas e a necessidade de apoio do Entes Federais e Estaduais para virar de vez a situação das Santas Casas do país. Assim, ainda em 2023, a Santa Casa de Fernandópolis foi pioneira tornando-se a primeira do Estado de São Paulo e a segunda Santa Casa do Brasil a conquistar, judicialmente, Recuperação Judicial, com medidas de apoio financeiro e de reestruturação jurídica homologadas pelo Juíz.Em seguida, a Santa Casa novamente avança e torna-se a primeira do Brasil a ter seu Plano de Recuperação aprovado, conquistando carência em pagamentos e reestruturação de sua dívida, com mais de 99% dos credores aprovando seu plano.

## Atualmente
O case da Santa Casa de Fernandópolis tem sido objeto de interesse de outras Santas Casas e políticos do país, com o intuito de replicar o modelo na tentativa de recuperar outros hospitais com dívidas astronômicas. A Santa Casa de Araçatuba seguiu à risca o modelo aplicado em Fernandópolis e obteve seu próprio processo de Recuperação Judicial aprovado pela Justiça, no dia 26 de julho de 2024, fortalecendo a Santa Casa Fernandópolis como referência na área e no tema.